# Долгая Лужа
Долгая Лужа — посёлок в составе муниципального образования город Владимир Владимирской области России.

## География
посёлок расположен в км от города Владимира в лесной речной долине. Здесь расположен одноимённый дачный посёлок.

## История
Возник на базе бывших торфоразработок. На месте выработок образовывались вытянутые в длину водные пространства. Возможно, в названии и соединились два слова: долгая в смысле вытянутая, длинная водная поверхность — лужа.

## Население
| 2010 | 2021 |
| ---- | ---- |
| 18   | →18  |

## Тривия
«Метеорит Долгая Лужа» — произведение писателя из Владимира Владимира Лазаревича Краковского (1961).